# Sprachenentstehung
Unter Sprachenentstehung versteht man die Herausbildung neuer Einzelsprachen, die entweder als Folge eines natürlichen Prozesses (→ Natürliche Sprache) oder durch den (geplanten) Eingriff von Menschen (→ Konstruierte Sprache) erfolgen kann.
Als Beispiel für die natürliche Herausbildung eigenständiger Sprachen können die indogermanischen Sprachen angeführt werden, die sich aus dem hypothetischen Urindogermanisch entwickelt haben. Ein anderes Beispiel – innerhalb des Indogermanischen – sind die romanischen Sprachen, die sich aus dem Vulgärlatein entwickelt haben. In ähnlicher Weise haben sich auch die slawischen Sprachen (ebenfalls der indogermanischen Sprachfamilie zugehörig) aus dem einheitlichen Urslawisch herausgebildet.
Mit dem künstlichen Prozess der Sprachenentstehung hängt die sprachliche Revitalisierung zusammen. Das moderne Hebräisch (Ivrit) ist so entstanden sowie im weiteren Sinne auch die (Neu-)Tschechische Sprache, deren schriftliche (revitalisierte) Variante auf einer alten Bibelübersetzung basiert, woher auch die heutige Diglossie in Böhmen rührt.
Das Kornische, das nicht hinlänglich überliefert worden ist, wurde anhand seiner Ähnlichkeit mit dem Walisischen und Bretonischen revitalisiert. Dieses Neukornisch ist also keine unmittelbare Fortsetzung der (auf der Sprachstufe des Spätkornischen) ausgestorbenen Sprache (Neokornisch basiert vielmehr auf dem Mittelkornischen), was oft kritisiert wird.
Eine weitere Möglichkeit ist die Entstehung einer neuen Sprache durch Ausweitung einer konstruierten Sprache. Besonders Plansprachen stehen im Verdacht, in Zukunft einmal zu einer Sprache mit Muttersprachlern heranzuwachsen.
Auch Kreol- und Pidgin-Sprachen sind potentielle Kandidaten für Neuentstehungen.
Der Begriff Sprachenentstehung sollte nicht mit dem des Sprachursprungs verwechselt werden, der sich auf den Ursprung „aller“ Sprachen bzw. „der“ Sprache an sich bezieht.
Das Gegenteil von Sprachenentstehung ist Sprachtod.